# Civitas Taunensium

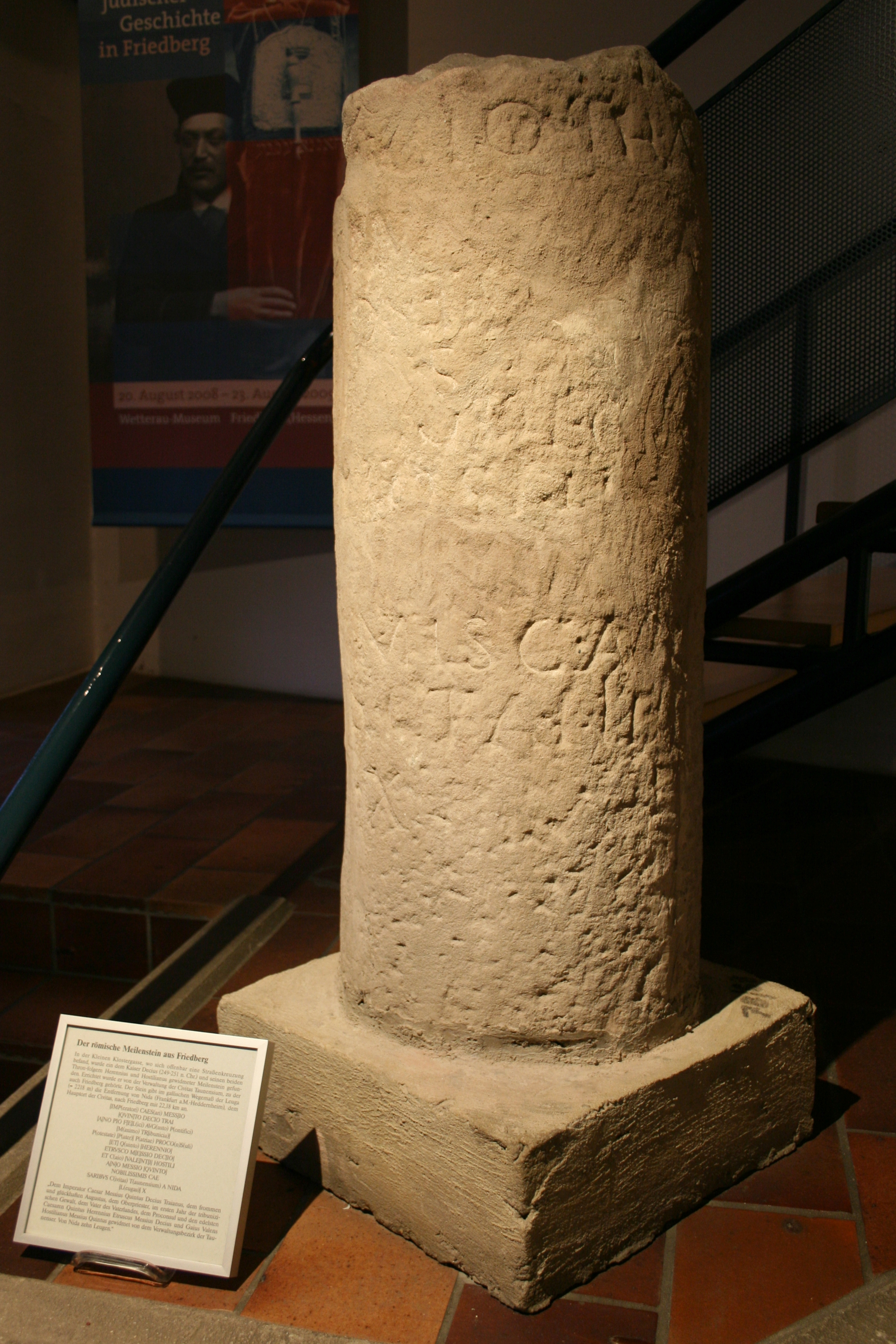
Miliario de Friedberg (hoy en el Museo Wetterau en Friedberg). Estaba 10 leguas (22 km) de Nida.

La Civitas Taunensium era una civitas (unidad administrativa) en una parte de la provincia Germania superior del Imperio romano en la orilla derecha del Rin al norte de la Civitas Auderiensium. El lugar principal era Nida, actualmente la ciudad de Fráncfort del Meno, en la región Rin-Meno.